# Седельников, Дмитрий Михайлович
Дмитрий Михайлович Седельников — генерал-майор Русской императорской армии.

## Биография
Православный. Окончил 2-ю Московскую военную гимназию. В военную службу вступил 12 сентября 1877 года. Окончил Николаевское инженерное училище. 8 августа 1880 года выпущен подпоручиком в 7-й саперный батальон. 16 августа 1884 года произведён в поручики. Окончил Николаевскую инженерную академию по 1-му разряду. 19 декабря 1886 года произведён в штабс-капитаны. 30 августа 1890 года — в капитаны. 
С 4 августа 1892 года служил штаб-офицером Киевского крепостного инженерного управления. 6 декабря 1898 года произведён в подполковники. 2 февраля 1901 года назначен штаб-офицером Главного инженерного управления. Участник китайского похода. С 20 мая 1902 года по 18 декабря 1907 года — отдельный производитель работ в местечке Шостка. Полковник (приказ 1902, старшинство 6 декабря 1902; «за отличие»). Начальник Уманского отделения по квартирному довольствию войск (с 18 декабря 1907 года). С 27 февраля 1916 года переведён в Туркестанский военный округ инспектором работ окружного управления по квартирному довольствию войск. На 02 апреля 1917 года помощник начальника окружного управления по квартирному довольствию войск Казанского (на время войны) военного округа. Ген-майор (дополнение к приказу от 2 апреля 1917 года; старшинство со 2 апреля 1917; «за отличие»). 
В 1918 году в армии Украинской державы – генеральный хорунжий, начальник Главного инженерного управления (с 20 июля 1918 года). 
В эмиграции в Королевстве сербов, хорватов и словенцев. Служил в техническом отделе военного министерства Королевства. Умер в Белграде, похоронен на Новом кладбище, участок 98, место 127.

## Награды
Ордена Святого Станислава 2-й степени (1897); Орден Святой Анны 2-й степени (1901); Святого Владимира 4-й степени (1905); Святого Владимира 3-й степени (1908).
Высочайшее благоволение за отлично-ревностную службу и особые труды, вызванные обстоятельствами текущей войны (ВП 25 августа 1915).

## Семья
Брат — генерал-майор Михаил Седельников.
Дочь — Мария Седельникова, супруга В. В. Шульгина.
Сын — Владимир Седельников, в Русской армии Врангеля корнет 11-го гусарского Изюмского полка, галлиполиец, в эмиграции в Югославии, в Русском корпусе до конца войны в Европе. До 1951 года содержался в английском лагере для военнопленных в Келленберге (Австрия), откуда эмигрировал в США:419, 470—473.